# Brandy Norwood
Brandy Rayana Norwood (McComb, Mississippi, 1979. február 11. –) művésznevén Brandy amerikai R&B- és popénekesnő, dalszerző, színésznő, lemez- és filmproducer. 1994-ben jelent meg első albuma. 1998-ban nagy sikert aratott The Boy Is Mine című számával, mely egy duett Monicával. Második albuma, a Never Say Never megszilárdította pozícióját az 1990-es évek második felében megjelenő R&B-énekesnők egyik legsikeresebbjeként.
Zenei karrierje mellett filmekben és tévésorozatokban szerepelt, többek közt főszerepet játszott az Amerikában igen népszerű Moesha című szituációs komédiában (1996–2001) és a Richard Rodgers Hamupipőkéjének 1997-es feldolgozásában, valamint a Double Platinumban. Mellékszerepet alakított a Még mindig tudom, mit tettél tavaly nyáron című horrorfilmben.
A RIAA adatai szerint Brandy Norwood az egyik legsikeresebb női előadó az amerikai popzene történetében, négy stúdióalbumából az Egyesült Államokban összesen több mint 10,5 millió példány, világszerte több mint 25 millió kelt el. Több mint száz díjat nyert énekesi pályafutása során.

## Élete

### Gyermekkor
Willie Norwood volt R&B-énekes és kórusvezető és Sonja Bates-Norwood, a H&R Block korábbi kerületi vezetője két gyermeke közül az idősebbként született. Öccse, ifjabb William Raymond Norwood is zenész és színész, Ray-J művésznéven. Bo Diddley bluesénekes és Snoop Dogg rapper unokatestvére. Kétévesen kezdett énekelni, szülővárosa templomában. Mire négyéves lett, a kaliforniai Carsonba költöztek, a szülők azt remélték, itt majd beindul gyermekeik karrierje Hatévesen fellépett Diddleyvel és Little Richarddal a Los Angeles Forumban, majd egy gyerekekből álló csapattal többször is fellépett énekesként. Tizenegy évesen találkozott Earl Harrisszel és Chris Stokesszal, akik háttérénekesként alkalmazták a Norment együttes és az Immature R&B-trió fellépésein. 1993-ban, miközben lemezcéget keresett, részt vett egy partin, melyet az Atlantic Recording Corporation tartott. Miután több száz ember előtt énekelt, fantáziát láttak benne és kapott egy lemezszerződést az Atlantic Recordsszal.

## Zenei pályafutása

### 1994–2000
Mire Brandy befejezte első albumát Keith Crouch és Daryl Williams segítségével, az Atlantic Records eldöntötte, hogy első kislemezként az I Wanna Be Down című dalt adja ki. Bár Brandy nem volt elégedett a döntéssel, a dal első helyre került a Billboard Hot R&B Singles slágerlistáján, és négy hétig meg is őrizte listavezető helyét. Sikere miatt egy remixelt változatot is készítettek hozzá, melyben Queen Latifah, Yo-Yo és MC Lyte rappel. Második kislemeze, a Baby lett első nemzetközi sikere. A Brandy című album, mely hiphop soul-hangulatú popdallamok gyűjteménye, a 20. helyre került az amerikai Billboard 200 albumslágerlistán és a 6. helyre a Top R&B Albums listán. Az Egyesült Államokban négymillió példányban kelt el, és még két top 10 kislemez született róla, a Best Friend és a Brokenhearted. Utóbbinak a kislemezen egy duettváltozata szerepel a Boyz II Men énekesével, Wanya Morrisszal, és akkor vették fel, amikor Brandy két hónapig az együttes előzenekaraként lépett fel.
Az album kritikai fogadtatása kedvező volt. Az AllMusic munkatársa, Eddie Huffman Brandyt Janet Jacksonhoz és Mary J. Blige-hoz hasonlította. Az album két Grammy-jelölést is hozott Brandynek, legjobb új előadó és legjobb női R&B-előadás kategóriában. Négy Soul Train díjat és két Billboard-díjat is nyert. Brandy ezután Lenny Kravitzzal énekelt együtt egy dalt a Mindörökké Batman filmzenéjéhez, majd nagy sikert aratott Sittin’ Up in My Room című dalával, mely Az igazira várva című film (1995) betétdala volt.1996-ban Tamiával, Chaka Khannal és Gladys Knighttal együtt vette fel a Missing You című számot, ami a Set It Off filmzenéje volt. Ezért a dalért kapta harmadik Grammy-díj-jelölését.
1997-ben az Atlantic Records megbízta Rodney „Darkchild” Jerkinset azzal, hogy működjön közre Brandy második albumán. A Never Say Never 1998. június 9-én jelent meg az USA-ban. Brandy hat dalnak társszerzője és társproducere volt. Ezen az albumon szerepelt első olyan dala, ami listavezető lett a Billboard Hot 100-on: a Monicával énekelt duettje, a The Boy Is Mine. A terjengő szóbeszédnek köszönhetően, hogy a két fiatal énekesnő rivalizál egymással, a dal az év egyik legnagyobb slágere lett, rekordnak számító tizenhárom hetet töltött a Billboard slágerlisták élén, és a két énekes Grammy-díjat kapott érte legjobb R&B-előadás duótól vagy csapattól kategóriában. Az album is nagy sikert aratott, emiatt és a The Boy Is Mine nemzetközi sikere miatt a Never Say Nevert 1998 nyarán az USA-n kívül is megjelentették. Ez lett Brandy legnagyobb példányszámban elkelt albuma, világszerte tizennégymillió példányban kelt el, és a kritikusok is dicsérték – az Allmusic munkatársa, Stephen Thomas Erlewine szavaival élve Brandy megtalálta az arany középutat Mariah Carey és Mary J. Blige között. Az albumról hét kislemez született, köztük a második listavezető dal, Diane Warren szerzeménye, a Have You Ever?.

### 2001–2005
Hosszabb szünet után, mely alatt befejeződött a Moesha című sorozat, melyben Brandy főszerepet játszott, az énekesnő visszatért a zenéhez. Öccsével, Ray-J-vel feldolgozták Phil Collins 1980-as évekbeli slágerét, az Another Day in Paradise-t az Urban Renewal: A Tribute to Phil Collins című albumhoz. A dal az album első kislemezeként jelent meg Európában és Ausztráliában, és nagy sikert aratott, a top 10-be került minden slágerlistán, amelyen szerepelt.
Harmadik albuma, a Full Moon készítése közben Brandy és Robert „Big Bert” Smith producer egymásba szerettek és 2001 nyarán összeházasodtak, de ezt titokban tartották 2002 februárjáig, amikor Brandy bejelentette, hogy első gyermekét várja. Lányuk, Sy’rai Iman Smith 2002. június 16-án született. Brandy nem sokkal ezután elvált Smithtől, később pedig kiderült, hogy házasságuk jogilag nem volt törvényes, csak az énekesnő tiszta imázsát védték vele. Maga Brandy úgy nyilatkozott, kapcsolatát „lelki egységnek és igaz elkötelezettségnek” tartotta. A Full Moon album 2002 márciusában jelent meg. Több dalt Jerkinsszel, Warryn Campbell-lel és Mike Cityvel írt Brandy. Az album első kislemeze, a What About Us? világszerte top 10 sláger lett, a címadó dal, a Full Moon csak az USA-ban és az Egyesült Királyságban lett sikeres. A kritikusok közt volt, aki gyengének és túl hosszúnak tartotta az albumot.
Brandy ezek után más énekeseknek is elkezdett dalokat írni (Kelly Rowland, Tarralyn Ramsey, Toni Braxton). 2004 júliusában eljegyezték egymást Quentin Richardson sportolóval, de tizenöt hónap után, 2005 októberében az énekesnő felbontotta az eljegyzést. Hátán a Richardson arcát ábrázoló tetoválást átalakíttatta macska képévé.
Negyedik albuma, az Afrodisiac 2004. június 29-én jelent meg Észak-Amerikában. Az album nagyon kevés promóciót kapott, és az énekesnő alig egy év után megszakította üzleti kapcsolatát Benny Medina menedzserrel, mert az album első kislemeze, a Talk About Our Love nem kapott megfelelő bánásmódot és az Usherrel közösen tervezett turnét sem sikerült megszerveznie. Mindezek ellenére az Afrodisiac, melynek producere Timbaland, Brandy kritikusok által legelismertebb albuma lett, volt, aki úgy vélte, Timbaland hatására érettebb lett Brandy zenéje, míg mások nagyon hallgathatónak, érzelmileg átélhetőnek nevezték és Janet Jackson legjobb műveihez hasonlították.
Maga Brandy az albumot legérettebb és legsokoldalúbb alkotásának tartotta. „Korábban nem voltam elég idős és érett, hogy mások szívéhez szólhassak. Most igen.” Listás helyezések tekintetében az Afrodisiac Brandy karrierjének legkevésbé sikeres albuma lett: a Billboard 200 harmadik helyén nyitott ugyan. és az USA-ban 500 000 példányban kelt el, világszerte nem aratott nagy sikert. A Talk About Our Love a 6. helyre került a brit slágerlistán, de a többi kislemez nem ért el magas helyezést a listákon.
2004 végén Brandy kérésére az Atlantic Records tizenegy év után felbontotta vele a szerződést. Ezután megjelent első válogatásalbuma, a The Best of Brandy. „Úgy gondolom, nagyszerű, hogy egy albumon szerepelnek mindazok a dalok, melyeket az emberek szívesen hallgattak az elmúlt években”, mondta Brandy egy interjúban. „Örülök, hogy elmondhatom, több dal, ami szerepel rajta, az én kedvencem is.”

### 2006–2010
2006 júniusában Norwood az America’s Got Talent, az NBC tehetségkutató műsora háromtagú zsűrijének egy tagja lett (a másik kettő Simon Cowell producer és Regis Philbin műsorvezető). A műsor a nyár egyik legnézettebb televíziós műsora lett, és augusztus 17-én a tizenegy éves Bianca Ryan győzelmével végződött.
2006. december 30-án Brandy autója összeütközött egy másikkal Los Angelesben. A másik autó sofőrje, a 38 éves Awatef Aboudihaj meghalt. Egy szemtanú állítása szerint Brandy nem állt meg, mikor előtte lelassított a forgalom, nekiütközött az előtte álló autónak. A balesetben végül négy autó ütközött egymásnak. Brandy nem ivott vagy kábítószerezett, ezért nem tartóztatták le.
2007 nyarán a tervek szerint vissza kellett volna térnie a tehetségkutató műsorba, de lemondta, mert úgy érezte, nem tudná megadni neki a kellő figyelmet. Sharon Osbourne valóságshow-szereplő vette át a helyét.
Norwood 2008-ban megjelent ötödik stúdióalbuma, a Human az első kiadványa az Epic Records lemezcégnél. Együtt dolgozott rajta többek között Rodney Jerkinsszel, a The Neptunes-szal, Kerry „Krucial” Brothersszel, Greg Curtisszel, Kara DioGuardival, Rockwilderrel és Tim & Bobbal. Bár az első kislemez, a Right Here (Departed) Brandy legsikeresebb dala lett a 2002-es What About Us? óta, maga az album nem aratott nagy sikert, és csak egy másik kislemez jelent meg róla, a Long Distance.
2009 elején szerződést írt alá Jay-Z rapper Roc Nation menedzsmentjével, de fél évvel később felbontották a szerződést. Pár hónappal később az énekesnő az Epic Recordstól is megvált. 2009 decemberében rapperként is bemutatkozott Timbaland Timbaland Presents Shock Value 2 című albumán; rapperként a Bran'Nu nevet használja (ami keresztnevéből és az angol brand new, azaz „vadiúj” kifejezésből ered). Ezután elkezdett dolgozni hatodik stúdióalbumán Timbaland közreműködésével. Ezen énekelni és rappelni is fog. Az albumon együtt dolgozik vele Will.i.am, Danja, Kadis & Sean és Akon is.

### 2010 óta

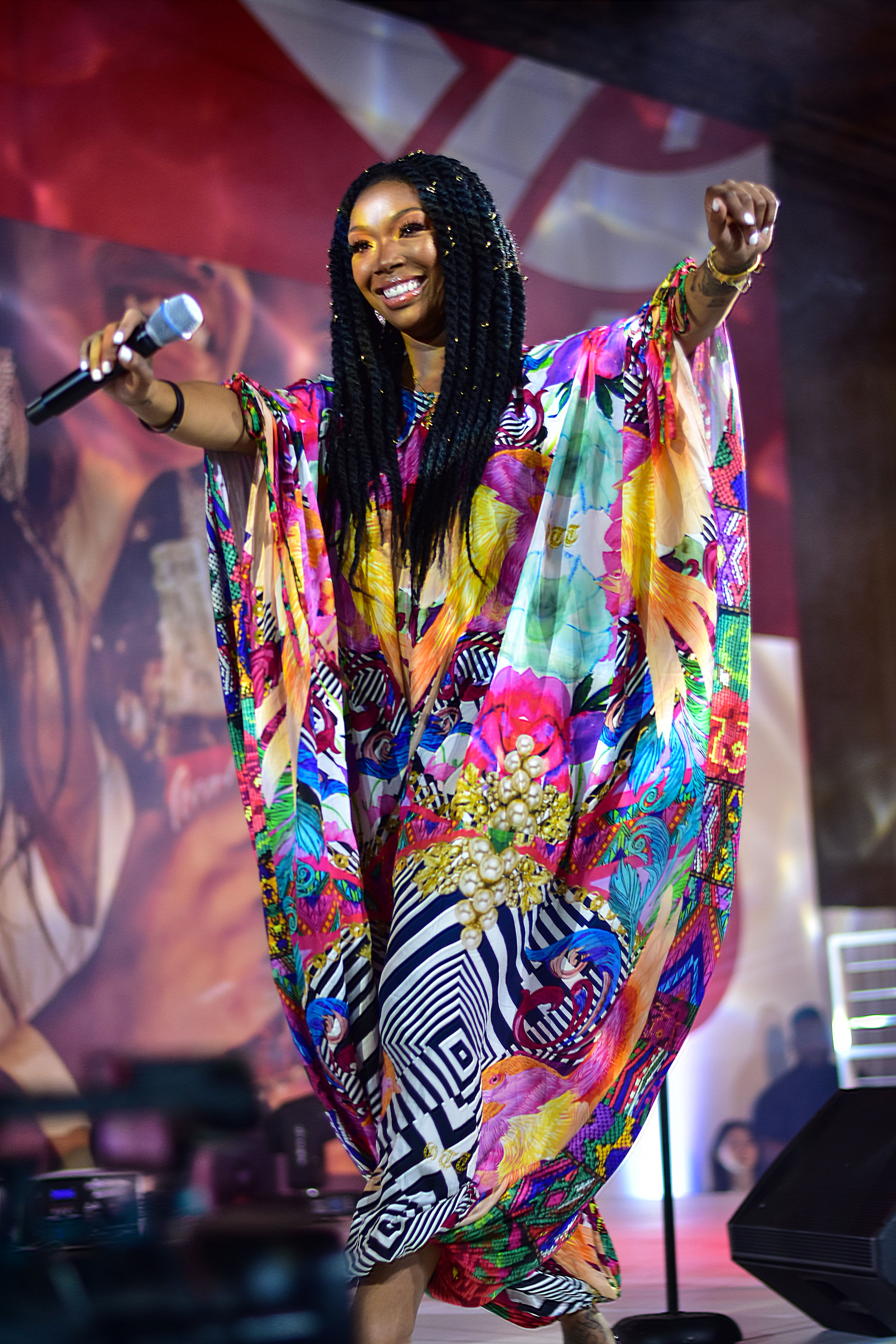
Brandy 2019-ben

2010 áprilisában Brandy szüleivel és öccsével, Ray J-vel valóságshowt indított a VH1 csatornán Brandy and Ray J: A Family Business címmel. A sorozat a két testvér mindennapi életére összpontosított, miközben kezdtek nagyobb szerepet vállalni a család cégében, az R&B Productionsben. Az eredetileg tizenegy részes sorozatnak 2010 őszén újabb évadja indult. 2011. június 21-én megjelent hozzá egy album is, A Family Business címmel, ezen minden családtag énekelt. Első kislemeze a Talk to Me volt. Bejelentették, hogy Brandy és Ray J közös albumot is meg fognak jelentetni, R&B címmel.
2011 őszén szerepet kapott a 90210 és a Drop Dead Diva című televíziós sorozatban. Novemberben azt is bejelentették, hogy Brandy szerepelni fog a The Marriage Counselor című filmben, amit 2012 nyarán mutatnak be. 2012-ben szerepet kapott a BET csatornán futó The Game sorozatban is.
Új albuma, a Two Eleven előreláthatólag 2012 júniusában jelenik meg. Miután kísérletezett a rappel Timbaland albumán, és kiváltotta a kritikusok elismerését azzal, hogy a cappellaként több soulklasszikust is előadott, úgy döntött, hogy visszatér eredeti R&B-hangzásához. Az albumon Bangladesh hiphopproducerrel és Sean Garrett dalszerzővel dolgozik együtt. Az albumnak eddig két kislemeze jelent meg: az It All Belongs to Me, melyen ismét duettezik Monicával, és a Put It Down, Chris Brown közreműködésével.

## Színészi karrier
1993-ban, miközben első albuma felvételei zajlottak, Brandy megkapta Danesha Turrell szerepét az ABC Thea című szituációs vígjátéksorozatában. A főszereplő, Thea Turrell (Thea Vidale) tizenkét éves lányát játszotta. A sorozatot nyolc hónap múlva levették a műsorról, de Brandyt jelölték a fiatal művészeknek járó Young Artist Awardra.
Ezután a UPN Moesha című szituációs vígjátékának címszerepét kapta meg. A sorozatban Sheryl Lee Ralph és Countess Vaughn is szerepelt. Brandy Moesha Mitchellt játszotta, egy 16 éves Los Angeles-i lányt. Az 1996 januárjában indult sorozat az UPN legnézettebb műsora lett. Norwood, aki korábban nem hitte, hogy vannak színészi képességei, egyre nagyobb önbizalomra tett szert. „Moesha annyira olyan, mint én, hogy jól érzem magam a bőrében.” 2001-ben, hat évad után a UPN hirtelen félbehagyta a sorozatot, az utolsó rész befejezetlenül hagyta a történet szálait.
1997-ben Whitney Houston személyesen választotta ki Brandyt a Richard Rodgers Hamupipőke-musicalje tévés változata főszerepére. A multikulturális szereplőgárdának Jason Alexander, Whoopi Goldberg, Bernadette Peters és maga Houston is tagja lett, Houston a műsor producere is volt. A kétórás Disney-különkiadást 60 millióan nézték, a tévécsatorna 16 év óta legsikeresebb műsora lett. Brandy később azt mondta, a forgatás élete legnagyobb élménye volt.
Egy évvel később szerepelt első mozifilmjében: a Még mindig tudom, mit tettél tavaly nyáronban Karla Wilsont játszotta. A film nagyobb bevételt hozott, mint előzménye, de a kritikusok fanyalogva fogadták, Norwoodot azonban dicsérték. Alakításáért jelölték a Blockbuster Entertainment Awardra és MTV Movie Awardra. 1999-ben Diana Ross-szal együtt szerepelt a Double Platinum tévés drámában.
A 2000-es évek eleje óta inkább csak televíziós sorozatokban fordul elő vendégszereplőként, de 2004 közepe óta a Touchstone Television még cím nélküli vígjátéksorozatán is dolgozik. New York-i lányt alakít majd, aki Los Angelesbe költözik egy állás kedvéért. A szerepet Brandyre szabták; mint az énekesnő az MTV News-nak nyilatkozta, a szereplő ugyanazokkal a kihívásokkal fog szembesülni, mint ő a való életben: egyedülálló anyukaként próbálja megtalálni a helyét. A sorozat bevezető epizódját, melynek producerei Norwood, anyja, Sonja, valamint Neil Meron és Craig Zadan, Mara Brock Akil írta.

## Diszkográfia
- Brandy (1994)
- Never Say Never (1998)
- Full Moon (2002)
- Afrodisiac (2004)
- The Best of Brandy (2005)
- Human (2008)

## Filmográfia

### Film
| Év   | Magyar cím                                 | Eredeti cím                                     | Szerep                 | Magyar hang  |
| ---- | ------------------------------------------ | ----------------------------------------------- | ---------------------- | ------------ |
| 1997 | Hamupipőke                                 | Cinderella                                      | Hamupipőke             |              |
| 1998 | Még mindig tudom, mit tettél tavaly nyáron | I Still Know What You Did Last Summer           | Karla Wilson           | Madarász Éva |
| 1999 |                                            | Double Platinum                                 | Kayla Harris           |              |
| 2001 | Ozmózis Jones – A belügyi nyomozó          | Osmosis Jones                                   | Leah Estrogen (hangja) | Gubás Gabi   |
| 2013 |                                            | Temptation: Confessions of a Marriage Counselor | Melinda                |              |
| 2016 |                                            | The Perfect Match                               | Avatia                 |              |
| 2023 | Minden idők legjobb karácsonya             | Best. Christmas. Ever!                          | Jackie Jennings        | Détár Enikő  |
| 2024 | Utódok: Vörös felemelkedése                | Descendants: The Rise of Red                    | Hamupipőke             | Dobó Enikő   |
| 2024 |                                            | The Front Room                                  | Belinda                |              |
| 2025 | Tudom, mit tettél tavaly nyáron            | I Know What You Did Last Summer                 | Karla Wilson           | Madarász Éva |

### Televízió
| Év        | Magyar cím                | Eredeti cím                | Szerep                   | Megjegyzések |
| --------- | ------------------------- | -------------------------- | ------------------------ | ------------ |
| 1993–1994 |                           | Thea                       | Danesha Turrell          | főszereplő   |
| 1996–2001 |                           | Moesha                     | Moesha Mitchell          | főszereplő   |
| 1997      | Dzsungel könyve           | Jungle Cubs                | Latecia (hangja)         | 1 epizód     |
| 2000      |                           | The Parkers                | Moesha Mitchell          | 1 epizód     |
| 2002      | Sabrina, a tiniboszorkány | Sabrina, the Teenage Witch | Tréfás telefonhívó       | 1 epizód     |
| 2002      |                           | Reba                       | Tréfás telefonhívó       | 1 epizód     |
| 2002      |                           | Raising Dad                | Tréfás telefonhívó       | 1 epizód     |
| 2004      |                           | American Dreams            | Gladys Knight            | 1 epizód     |
| 2005      | Doktor House              | House                      | énekes                   | 1 epizód     |
| 2006      |                           | One on One                 | Michelle McGinty         | 4 epizód     |
| 2011      | 90210                     | 90210                      | Marissa Harris-Young     | 5 epizód     |
| 2011–2012 | Haláli testcsere          | Drop Dead Diva             | Elisa Shayne             | 5 epizód     |
| 2012–2015 |                           | The Game                   | Chardonnay Pitts         | főszereplő   |
| 2014      |                           | The Soul Man               | Rita                     | 1 epizód     |
| 2016      |                           | Zoe Ever After             | Zoe Moon                 | főszereplő   |
| 2018–2019 | Kegyetlen csillogás       | Star                       | Cassandra "Cassie" Brown | főszereplő   |
| 2021–2022 |                           | Queens                     | Naomi                    | főszereplő   |

### Valóságshow-k
- Brandy Norwood: A Special Delivery (2002)
- America’s Got Talent (1. évad, 2006)